# 刺毛天胡荽
刺毛天胡荽（学名：Hydrocotyle setulosa），又名阿里山天胡荽，为五加科天胡荽属下的一个种。

## 扩展阅读
- 維基物種上的相關：刺毛天胡荽